# Verfügungstruppenkommando 41
Das Verfügungstruppenkommando 41 war eines der Verfügungstruppenkommandos des Territorialheeres im Heer der Bundeswehr. Der Sitz des Stabs war Schleswig. Das Verfügungstruppenkommando war dem Territorialkommando Schleswig-Holstein unterstellt.

## Aufträge
Die Stäbe der Verfügungstruppenkommandos waren im Wesentlichen (gekürzte) Divisionsstäbe. Sie konnten im Verteidigungsfall je nach Lage ad-hoc zusammengestellte Kampftruppen, insbesondere Truppenteile der Heimatschutztruppe des Territorialheeres führen.
Wie viele andere Verbände in Schleswig-Holstein, das anders als Truppenteile südlich der Elbe zum Bereich der Allied Forces Northern Europe zählten, war auch das Verfügungstruppenkommando 41 bereits im Frieden anders gegliedert als die vergleichbaren Verbände der Bundeswehr südlich der Elbe. Ein Grund war, dass in der Heeresstruktur IV in Schleswig-Holstein weder ein eigenständig operierendes Wehrbereichskommando noch Verteidigungsbezirkskommandos ausgeplant waren, die wie in den anderen Wehrbereichen die entsprechenden Heimatschutzbrigaden und Heimatschutzregimenter des Territorialheeres hätte führen können. Ein zweiter Grund war, dass die Kimbrische Halbinsel als Tor zu den Ostseeausgängen und zu den Häfen in Hamburg, sowie mit dem Nord-Ostsee-Kanal und als Landbrücke zwischen den NATO-Verbänden der Allied Forces Northern Europe in Skandinavien und den Allied Forces Central Europe in Mitteleuropa enorme operative Bedeutung hatte, gleichzeitig aber sehr nah an der Zonengrenze lag, kaum bedeutende natürliche Geländehindernisse bot, eine nur geringe operative Tiefe und eine lange Küstenlinie, die sich für Seelandungen anbot. Aus diesem Grund wurde die 6. Panzergrenadierdivision des Feldheeres durch die Heimatschutzbrigade 51 verstärkt.
Der Stab des Verfügungstruppenkommandos 41 war anders als die beiden anderen Verfügungstruppenkommandos 42 und 45 bereits im Frieden teilaktiv und führte bereits im Frieden neben aktiven Truppenteilen auch nicht aktive Truppenteile, deren Gerät im Frieden eingelagert war (Geräteeinheiten). Die nicht aktiven Truppenteile waren im Verteidigungsfall fest für das Verfügungstruppenkommando 41 zur Unterstellung vorgesehen. Nach der Mobilmachung der assignierten Heimatschutzbrigade 61 und der beiden Heimatschutzregimenter 71 und 81 wäre das Verfügungstruppenkommando im Kern entfernt mit einer leichten Jägerdivision zu vergleichen gewesen. Allerdings war der Mangel an fest zugewiesenen Divisionstruppen zur Kampfunterstützung offensichtlich. Es fehlten beispielsweise Divisionsartillerie, Logistikverbände und Fernmelder. Entsprechende Truppenteile im Wehrbereich I waren entweder anders verplant oder gar nicht in ausreichendem Maße vorhanden. Die Mannstärke hätte nach der Mobilmachung in der vorgesehenen Gliederung etwa 9000 Mann, also grob (höchstens) 50 % der Größe einer typischen Division des Feldheeres, betragen. Auffällig war dennoch, dass die unterstellte Heimatschutzbrigade 61 mit ihren Leopard 1 neben der Heimatschutzbrigade 66 die am besten ausgestattete teilaktive Heimatschutzbrigade des Territorialheeres war. Vom Warschauer Pakt wurde das Verfügungstruppenkommando 41 sogar manchmal (auch intern nicht unumstritten) als Kader für eine angebliche „41. Infanteriedivision“ angesehen.
Trotz der beschriebenen Defizite wäre der Verband nach der Mobilisierung nur mit den bereits fest eingeplanten Truppenteilen ein Kernelement der Heimatschutztruppe auf der kimbrischen Halbinsel gewesen und hätte je nach Lage um weitere Truppenteile verstärkt an Schwerpunkten örtlich, zeitlich und qualitativ eng begrenzt das Feldheer als leichter infanteristischer Großverband unterstützen können. Aufgabe der Heimatschutztruppe war unter anderem die Verteidigung des rückwärtigen Heeresgebietes, insbesondere die Sicherung wichtiger Infrastruktur wie Marschrouten, Verkehrsinfrastruktur wie Häfen und Brücken, sowie Gefechtsstände und andere Fernmeldeeinrichtungen. Im rückwärtigen Raum musste mit Luftlandetruppen, an den Ostseestränden angelandeten, eingesickerten oder durchgebrochenen Feind gerechnet werden.

## Gliederung
Um 1989 gliederte sich das Verfügungstruppenkommando grob in:
- Stab/ Stabskompanie Verfügungstruppenkommando 41 (teilaktiv), Schleswig
  -  Topographiebatterie 600 (teilaktiv), Rendsburg (nur im Frieden unterstellt; im Verteidigungsfall zu LANDJUT)
  -  ABC-Abwehrbataillon 610 (gekadert), Albersdorf (nur im Frieden unterstellt; im Verteidigungsfall zu Territorialkommando Schleswig-Holstein)
  -  Pionierregiment 60 (GerEinh), Klein Wittensee (nur im Frieden unterstellt; im Verteidigungsfall zu Territorialkommando Schleswig-Holstein)
  -  Feldersatzbataillon 620 (GerEinh), Idstedt (nur im Frieden unterstellt; im Verteidigungsfall zu Territorialkommando Schleswig-Holstein)
  -  Pionierausbildungszentrum 600 – Schleswig
  -  Jägerausbildungszentrum 41/1, Eggebek
  -  Ausbildungszentrum Stabs- und Versorgungsdienst 41/2, Heide
  -  Jägerausbildungszentrum 41/3, Breitenburg
  -  Jägerausbildungszentrum 41/4 Panker
  - Heimatschutzbrigade 61 (GerEinh)
    -  Stab/ Stabskompanie Heimatschutzbrigade 61 (GerEinh), Idstedt
    -  Pionierkompanie 610 (GerEinh), Idstedt
    -  Jägerbataillon 611 (GerEinh), Klein Wittensee
    -  Jägerbataillon 612 (GerEinh), Flensburg
    -  Panzerbataillon 613 (GerEinh), Hamburg
    -  Feldartilleriebataillon 615 (GerEinh), Hamburg

  - Heimatschutzregiment 71 „Dithmarschen“ (GerEinh)
    -  Stab/ Stabskompanie Heimatschutzregiment 71 (GerEinh), Neumünster
    -  Mörserkompanie 710 (GerEinh), Neumünster
    -  Versorgungskompanie 710 (GerEinh), Neumünster
    -  Jägerbataillon 711 (GerEinh), Neumünster
    -  Jägerbataillon 712 (GerEinh), Seeth
    -  Jägerbataillon 713 (GerEinh), Albersdorf

  - Heimatschutzregiment 81 „Angeln“ (GerEinh)
    -  Stab/ Stabskompanie Heimatschutzregiment 81 (GerEinh), Süderlügum
    -  Versorgungskompanie 810 (GerEinh), Süderlügum
    -  Jägerbataillon 811 (GerEinh), Süderbrarup
    -  Jägerbataillon 812 (GerEinh), Idstedt
    -  Jägerbataillon 813 (GerEinh), Eutin

## Geschichte
Das Verfügungstruppenkommando 41 wurde 1981 zur Einnahme der Heeresstruktur IV in der Kaserne Auf der Freiheit ausgeplant. Zur Aufstellung wurde möglicherweise das Verfügungstruppenkommando 600 herangezogen, das zwischen 1974 und 1981 als Geräteeinheit am Standort Schleswig ausgeplant war und seinerseits aus dem aufgelösten Verteidigungsbezirkskommando 11 hervorging.
Zeitgleich mit dem Verfügungstruppenkommandos 41 (Territorialkommando Schleswig-Holstein) wurden die Verfügungskommandos 42 (Territorialkommando Nord) und 45 (Territorialkommando Süd) ausgeplant. Die zunächst für die Heeresstruktur IV geplanten Verfügungstruppenkommandos 43 in Düren, 44 in Bexbach und 46 in München wurden nie aufgestellt. Die beiden Verfügungstruppenkommandos 42 und 45 führten im Frieden keine Truppenteile, waren als nicht aktive Geräteeinheiten aufgestellt und wuchsen daher erst im Verteidigungsfall aus den Kampftruppenschulen 1 und 2 auf. Sie hatten anders als das Verfügungstruppenkommando 41 keine fest zur Unterstellung vorgesehenen Truppenteile.
Nach Ende des Kalten Krieges wurde das Verfügungstruppenkommando Mitte 1993 etwa zeitgleich mit der Außerdienststellung des Territorialkommandos Schleswig-Holstein außer Dienst gestellt. Neu aufgestellt zur Führung des Heimatschutztruppe des Territorialheeres in Schleswig-Holstein wurden dagegen neben dem Wehrbereichskommando I das Verteidigungsbezirkskommando 11 und das Verteidigungsbezirkskommando 12.

## Verbandsabzeichen

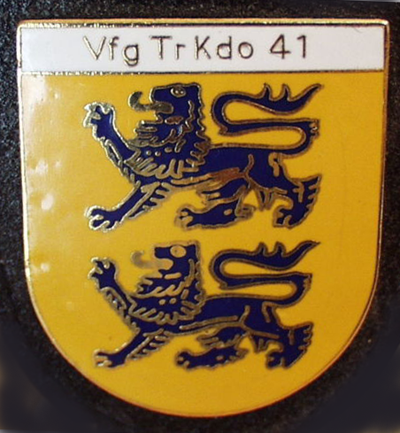
Internes Verbandsabzeichen des Stabes/Stabskompanie

Das Verfügungstruppenkommando führte aufgrund seiner Ausplanung als Teil der direkt dem Territorialkommando unterstellten Truppen kein eigenes Verbandsabzeichen. Die Soldaten trugen daher das Verbandsabzeichen des übergeordneten Territorialkommandos.
Als „Abzeichen“ wurde daher unpräzise manchmal das interne Verbandsabzeichen des Stabes und der Stabskompanie „pars pro toto“ für das gesamte Verfügungstruppenkommando genutzt. Als Hinweis auf den Stationierungsraum zeigte es die Schleswigschen Löwen wie im Wappen Schleswig-Holsteins und ähnlich wie in den Verbandsabzeichen der Heimatschutzbrigade 51 und der 6. Panzergrenadierdivision.